# Francesc Xavier Casals i Vidal
Francesc Xavier Casals i Vidal (Badalona, 29 de juny de 1880 - Barcelona, 25 d'agost de 1954) fou un sindicalista i polític català. Assumí internament la presidència del FC Barcelona durant els darrers mesos de la guerra civil.

## Activitat sindicalista
Treballà com a viatjant de comerç i milità a Unió Catalanista, en la que formava part de l'entitat Gent Nova i col·laborà estretament amb Domènec Martí i Julià. Durant l'època dels enfrontaments (fins i tot armats) entre el Sindicat Únic i els Sindicats Lliures intervingué en un comitè creat per tal d'evitar les violències. Fou president del Centre Autonomista de Dependents del Comerç i de la Indústria (CADCI) (1920-1932) així com de la Federació de Dependents de Catalunya, encara que durant la Dictadura de Primo de Rivera la presidència restà en suspens, i fins i tot fou empresonat entre 1923 i 1924.

## Activitat política
Quan fou proclamada la Segona República Espanyola s'afilià a Esquerra Republicana de Catalunya i fou nomenat Conseller de Treball i d'Assistència Social durant el primer govern de Francesc Macià a la Generalitat de Catalunya, repetint càrrec posteriorment durant el segon govern, al qual se li afegiren les competències d'Assistència Social.

## Activitat com a dirigent esportiu
De manera interina, fou designat president del Comitè Directiu del FC Barcelona al final de la guerra, des de la dissolució el mes de novembre del 1937 del Comitè de treballadors, que es feu càrrec del club impedint la seva confiscació per elements aliens i del que ell mateix en formà part, fins a la supressió de tots els òrgans directius decretats per les noves autoritats franquistes el mes de gener del 1939.